# Вулиця В'ячеслава Будзиновського (Тернопіль)
Вулиця В'ячеслава Будзиновського — вулиця в 10-му мікрорайоні міста Тернополя. Названа на честь українського політика та письменника В'ячеслава Будзиновського.

## Відомості
Розпочинається від вулиці Полковника Дмитра Вітовського, пролягає на північ та закінчується неподалік вулиці Уласа Самчука. На вулиці розташовані виключно приватні будинки.